# Una historia necesaria
Una historia necesaria é uma série de televisão chilena de 2017 dirigida por Hernán Caffiero. Com 16 episódios, a série relata em depoimentos de parentes, amigos ou testemunhas, 16 casos sobre prisioneiros desaparecidos e as violações dos direitos humanos a que foram submetidos durante a ditadura do general Augusto Pinochet (1973-1990).
A série estreou no Chile em 11 de setembro de 2017, aniversário do golpe militar, contra o governo de  Salvador Allende.

## Elenco
- Daniel Antivilo	...	Marcelo Moren Brito
- Nathalia Aragonese	...	Mariana Abarzúa
- Andrew Bargsted	...	Vladimir recabarren
- Gonzalo Bustos	...	Rodolfo González
- Daniela Castillo	...	Erika Hennings
- Alfredo Castro	...	Max Santelices
- Luis Dubó	...	Julio Vega
- Sofía García	...	Silvia Vera
- Alejandro Goic	...	Sergio D'Apollonio
- Paulina Hunt	...	Ana María Arón
- Alejandra Iturriaga	...	Cecilia Bojanic
- Julia Lübbert	...	Marcela Toro Garland
- Ariel Mateluna	...	Alfonso Chanfreau
- Franco Meersohn	...	Fernando Lauriani Maturana
- René Miranda	...	Claudio Thauby

## Prêmios e indicações
| Ano  | Prêmio                    | Categoria                     | Indicação              | Resultado |
| ---- | ------------------------- | ----------------------------- | ---------------------- | --------- |
| 2018 | International Emmy Awards | Melhor série de curta duração | Una historia necesaria | Venceu    |